# Raymond (film, 2006)
Pour les articles homonymes, voir The Shaggy Dog et Raymond.
Pour plus de détails, voir Fiche technique et Distribution.
Raymond ou Quelle vie de chien au Québec (The Shaggy Dog) est un film américain de Brian Robbins sorti en 2006. Le film est un remake du film de 1959 Quelle vie de chien !. C'est une énième adaptation du roman de Felix Salten, Le Chien de Florence. 

## Synopsis
En enquêtant sur un laboratoire clandestin maltraitant des animaux, l'avocat Dave Douglas se fait mordre par un chien génétiquement modifié. Le lendemain, l'avocat se réveille dans le corps d'un chien. Transformé de la sorte, il peut maintenant réaliser combien sa famille s'ennuie de lui à cause de son travail. Voulant devenir un meilleur père de famille, il décide de faire arrêter l'homme qui s'occupe du laboratoire et du sérum qui l'a transformé en chien.

## Fiche technique
- Titre original : The Shaggy Dog
- Titre français : Raymond
- Titre québécois : Quelle vie de chien
- Réalisation : Brian Robbins
- Scénario : Jack Amiel (en), Cormac Wibberley, Marianne Wibberley, Michael Begler (en) et Geoff Rodkey (en) d'après le roman de Felix Salten Der Hund von Florenz.
- Producteurs : Robert Simonds et Tim Allen
- Musique : Alan Menken
- Studio de production : Walt Disney Pictures
- Budget : 50 millions de dollars
- Langue : anglais
- Durée : 98 minutes
- Dates de sortie : 
  -  États-Unis : 10 mars 2006
  -  France : 25 août 2006

## Distribution
- Tim Allen (VF : Michel Papineschi ; VQ : Yves Corbeil) : Dave Douglas
- Spencer Breslin (VF : Gwenaël Sommier ; VQ : François-Nicolas Dolan) : Josh Douglas
- Danny Glover (VF : Richard Darbois ; VQ : Guy Nadon) : Ken Hollister
- Robert Downey Jr. (VF : Bernard Gabay ; VQ : Antoine Durand) : Dr Kozak
- Philip Baker Hall : Dr Lance Strictland
- Joshua Leonard (VQ : Nicolas Charbonneaux-Collombet) : Justin Forrester
- Shawn Pyfrom (VQ : Xavier Dolan) : Trey
- Rhea Seehorn (VF : Marjorie Frantz) : Lori
- Bess Wohl (VF : Véronique Soufflet ; VQ : Éveline Gélinas) : Gwen Lichtman
- Jarrad Paul (VF : Alexandre Gillet) : Larry
- Annabelle Gurwitch (en) : l'avocate de Justin
- Jane Curtin (VF : Emmanuèle Bondeville) : le juge Claire Whittaker
- Joel Moore : l'employé de la librairie
- Craig Kilborn (en) (VF : Laurent Mantel) : Baxter
- John Gatins : un sans-abri
- Cole : le chien
- Kristin Davis (VF : Véronique Desmadryl ; VQ : Valérie Gagné) : Rebecca Douglas
- Zena Grey (es) (VF : Alexia Papineschi ; VQ : Kim Jalabert) : Carly Douglas

Sources : version française (VF) sur Voxofilm et Doublagissimo ; version québécoise (VQ) sur Doublage QC.